# Latgaliens
Cet article concerne le peuple latgalien. Pour la langue latgalienne, voir Latgalien.

Tribus baltes.

Les Latgaliens sont un peuple balte établi en Latgale (en Lettonie). Ils sont un des sous-groupes ethniques ayant formé le peuple letton (avec les Coures, les Séloniens et les Sémigaliens).

## Histoire
Le Troisième Reich a envisagé la déportation ou l'extermination de la totalité des Latgaliens dans le cadre de son Generalplan Ost durant la Seconde Guerre mondiale,.

## Culture
À l'inverse des Lettons des autres régions, ils sont majoritairement catholiques. Cela est dû à l'appartenance antérieure de la Latgale à la Pologne (tandis que le reste de la Livonie passait sous le contrôle des Suédois luthériens). 
Les Latgaliens ont un drapeau : un griffon gris (celui des armoiries de la Lettonie) sur fond bleu. 